# Juan del Castillo (santo)
Juan del Castillo S.J. (Belmonte, 14 de septiembre de 1595-Asunción, 17 de noviembre de  1628) fue un misionero jesuita español que murió martirizado. Fue canonizado por Juan Pablo II en 1988.

## Biografía
Va como misionero a Paraguay donde muere a manos de los nativos el 17 de noviembre de 1628, movidos por el brujo Ñezú, quien sentía envidia por el hecho de que los misioneros tuvieran más seguidores que él.
Murió mártir en la Reducción de Nuestra Señora de la Asunción de Ijuí (Río Grande del Sur), Brasil.
Fue arrastrado por caballos. En la colegiata de Belmonte se conservan restos de la tierra donde murió, trozos de las cuerdas con que fue arrastrado e incluso sangre que encontraron en la tierra.
Fue beatificado por Pío XI el 28 de enero de 1934.
Juan Pablo II, lo canonizó el lunes 16 de mayo de 1988 en el Campo «Ñu Guazú» de Asunción, (Paraguay) junto con los mártires y hasta entonces beatos Roque González de Santa Cruz y Alfonso Rodríguez Olmedo.